# Право на доступ до Інтернету
Право на доступ до Інтернету (також відоме як право на широкосмуговий зв'язок) — погляд, який передбачає, що всі люди повинні мати можливість доступу до мережі Інтернет з метою здійснення і користування своїми правами на свободу висловлення думки, переконань та інших основних прав людини. Держава повинна нести відповідальність за те, щоб доступ до Інтернету був широко доступним. Держави не можуть необґрунтовано обмежувати доступ індивідів до Інтернету. Доступ до Інтернету визнається як право відповідно до законодавства ряду країн.

## Історія

### 2003: Всесвітній саміт з питаньінформаційного суспільства
У грудні 2003 року під егідою Організації Об'єднаних Націй був скликаний Всесвітній саміт з питань інформаційного суспільства (ВСІС). Після тривалих переговорів між урядами, представниками громадянського суспільства та бізнесу була прийнята Декларація принципів ВСІС, що таким чином підтвердила важливість інформаційного суспільства для підтримки і зміцнення прав людини:
1. Ми, представники народів світу, які зібралися в Женеві 10-12 грудня 2003 року в рамках першого етапу Всесвітнього саміту з питань інформаційного суспільства, заявляємо про наше спільне прагнення і рішучість побудувати орієнтоване на інтереси людей, відкрите для всіх і спрямоване на розвиток інформаційне суспільство, де кожен може створювати, одержувати доступ, користуватися і обмінюватися інформацією і знаннями, дати окремим особам, спільнотам і народам можливість повністю реалізувати свій потенціал, сприяючи своєму сталому розвитку та підвищуючи якість свого життя на основі цілей і принципів Статуту Організації Об'єднаних Націй і дотримуючись їх у повному обсязі, підтримуючи Загальну декларацію прав людини.
3. Ми знову підтверджуємо універсальність, неподільність, взаємозалежність і взаємозв'язок усіх прав людини та основних свобод, включаючи право на розвиток, як це закріплено у Віденській декларації. Ми також підтверджуємо, що демократія, сталий розвиток і дотримання прав людини та основних свобод, а також належне управління на всіх рівнях є взаємозалежними і взаємодоповнюючими. Крім того, ми приймаємо рішення зміцнити верховенство права в міжнародних і у внутрішніх справах.
Декларація принципів ВСІС робить конкретне посилання на важливості права на свободу вивисловлення думки в «Інформаційному суспільстві» в якому говорилося:
4. Ми підтверджуємо, як необхідний фундамент інформаційного суспільства та як проголошено в статті 19 Загальної декларації прав людини, кожна людина має право на свободу переконань та вільне їх виявлення; це право включає свободу безперешкодно дотримуватися своїх переконань та свободу пошуку, одержання і поширення інформації та ідей будь-якими засобами, незалежно від державних кордонів. Спілкування є основним соціальним процесом, базовою людською потребою і фундаментом усієї соціальної організації. Це головне в інформаційному суспільстві. Кожен та скрізь повинен мати можливість брати участь, і ніхто не повинен бути виключений з переваг, що надає інформаційне суспільство.

### 2009-2010: опитуванняBBCWorld Service
Опитування 27973 дорослих в 26 країнах, у тому числі 14 306 інтернет-користувачів, проведене для Всесвітньої служби BBC між 30 листопада 2009 року і 7 лютого 2010 року, показало, що майже четверо з п'яти користувачів Інтернету і не-користувачів по всьому світу вважають, що доступ до Інтернету є одним з фундаментальних прав. 50% повністю згодні, 29% частково погодилися, 9% не зовсім згодні, 6% категорично не погоджуються, і 6% не прийняло жодного рішення.

### 2011: Доповідь Спеціального доповідачаООН
У травні 2011 року Спеціальний доповідач Організації Об'єднаних Націй з питання про заохочення і захист права на свободу думки та її вільне виявлення Франк Ла Рю, представив Раді ООН з прав людини доповідь: «досліджуючи основні тенденції та проблеми в праві всіх індивідів шукати, одержувати і поширювати інформацію та ідеї будь-якого роду через Інтернет». У доповіді зроблено 88 рекомендацій щодо заохочення і захисту права на свободу висловлення думки онлайн, в тому числі на захищений доступ до Інтернет для всіх. Інші рекомендації закликають держави поважати онлайн анонімність, ухвалити закони щодо захисту конфіденційності та даних, і скасувати кримінальну відповідальність за дифамацію. У Рекомендаціях Ла Рю пояснив, що:
67. На відміну від будь-якого іншого медіа, Інтернет дозволяє людям шукати, одержувати і поширювати інформацію та ідеї будь-якого роду миттєво і недорого через національні кордони. Значно розширюючи можливості людей у використанні свого права на свободу переконань і їх вільне висловлення, що є сприяючим фактором для інших прав людини, Інтернет сприяє економічному,соціальному та політичному розвитку, вносить свій внесок у прогрес людства в цілому. У цьому зв'язку Спеціальний доповідач закликає мандатаріїв Спеціальної процедури займатися питанням Інтернету стосовно їхніх спеціальних мандатів.
78. Незважаючи на блокування та фільтраційні заходи, які забороняють користувачам доступ до певного контенту в Інтернеті, держави також вживають заходів, щоб відрізати доступ до Інтернету повністю. Спеціальний доповідач вважає, що відрізання користувачів від доступу до Інтернету, незалежно від обґрунтування, в тому числі на підставі порушення законодавства про права на інтелектуальну власність, є непропорційним заходом, а отже порушенням частини 3 статті 19 Міжнародного пакту про громадянські та політичні права.
79. Спеціальний доповідач закликає всі держави забезпечити безперервний доступ до мережі Інтернет у всі часи, в тому числі в періоди політичної нестабільності.
85. Враховуючи, що Інтернет став незамінним інструментом для реалізації низки прав людини, боротьби з нерівністю, прискорення розвитку і прогресу людства, забезпечення загального доступу до Інтернету має бути пріоритетом для всіх держав. Кожна держава повинна, таким чином, розробити конкретну та ефективну політику, консультуючись з окремими особами з усіх секторів суспільства, включаючи приватний сектор та відповідні міністерства, щоб зробити Інтернет широко придатним, доступним та прийнятним за ціною для всіх верств населення.
За повідомленнями ЗМІ, Ла Рю заявив, що доступ до Інтернету сам по собі є правом людини, підкресливши, що "Інтернет став одним з основних засобів, за допомогою якого люди можуть реалізувати своє право на свободу та самовираження» . У своїй доповіді Ла Рю наголосив на тому, що "мають бути мінімізовані обмеження, наскільки можливо, на передачу інформації Інтернетом за винятком кількох найбільш виняткових та обмежених обставин, які встановлені міжнародним правом в галузі прав людини." Ла Рю також підкреслив, що «будь-яке обмеження має бути чітко встановлене законом і обґрунтоване як необхідний та найменш обтяжливий засіб, наявний у цілях захисту прав інших осіб».

### Опитування інтернет-спільноти
У липні і серпні 2012 року Інтернет-спільнота провела онлайн інтерв'ю більш ніж 10000 інтернет-користувачів у 20 країнах. Щодо твердження "доступ до Інтернету слід розглядати як основоположне право людини»:
- 83% відповіли, що вони частково або повністю згодні з цим,
- 14%, що вони частково або повністю не згодні
- 3% не змогли визначитись.

## Забезпечення широкого доступу та/або запобігання необґрунтованим обмеженням
Деякі країни прийняли закони, які вимагають від держави працювати над забезпеченням того, щоб доступ до Інтернету був широко доступним та / або запобігають необґрунтованому обмеженню доступу індивідів до інформації та Інтернету з боку держави:
Коста-Рика: 30 липня 2010 р. Верховний суд Коста-Рики постановив: "Без будь-яких вагань можна сказати, що ці технології [інформаційні технології і технології зв'язку] вплинули на спосіб людського спілкування, полегшуючи зв'язок між людьми та інститутами у всьому світі, усунули просторові і часові бар'єри. У наш час доступ до цих технологій стає основним інструментом для полегшення здійснення, зокрема, основоположних прав та участі у демократичних процесах (електронної демократії), громадського контролю, освіти, свободи думки і самовираження, доступу до інформації та публічних послуг онлайн, права на електронне спілкування з урядом, а також адміністративної прозорості. Зазначене включає основоположне право на доступ до цих технологій, зокрема, право на доступ до Інтернету або всесвітньої вебмережі".
Естонія: У 2000 році парламент запустив масову програму з розширення доступу для сільської місцевості. Інтернет, як стверджує уряд, має важливе значення для життя в 21 столітті.
Фінляндія: До липня 2010 року кожна людина в Фінляндії повинна мати доступ до широкосмугового з’єднання швидкістю мінімум 1 Мбіт/с, відповідно до даних Міністерства транспорту і комунікацій. І до 2015 року – доступ до зв'язку в 100 Мбіт/с .
Франція: У червні 2009 року Конституційна Рада, вищий суд Франції, проголосив доступ до Інтернету основоположним правом людини в категорично сформульованому рішенні, що скасувало частини закону HADOPI – закону, який передбачав вистежування зловмисників і автоматичне, без судового нагляду, відімкнення мережевого доступу тих, хто продовжував скачувати незаконний матеріал після двох попереджень .
Греція: Стаття 5А Конституції Греції встановлює, що всі особи мають право брати участь в інформаційному суспільстві, і що держава зобов'язана сприяти виробництву, обміну, поширенню, а також доступу до електронної інформації .
Іспанія: Починаючи з 2011 року, Telefonica, колишня державна монополія, яка має контракт з країною на надання "універсальних послуг", повинна гарантувати по всій країні широкосмугову передачу даних швидкістю принаймні 1 Мбіт/с за «розумною» ціною . 

## Зв’язок з окремими правами

### Право на свободу слова
Право доступу до Інтернету тісно пов'язане з правом на свободу слова, яке також може розглядатися як таке, що вміщує свободу самовираження. Щодо Інтернету потрібно виділити два ключових аспекти, на думку Стефані Борг Псайла, – це контент Інтернету та інфраструктура Інтернету. Інфраструктура необхідна для того, щоб доставити послугу в маси, але вона вимагає значних позитивних дій. Контент, завантажений до Інтернету, розглядається як щось, що має бути доступне для всіх, з невеликими обмеженнями або зовсім без них; обмеження на вміст можуть розглядатися як ключове порушення прав людини, а саме права на свободу слова. Сила Інтернету, як зазначається, полягає у можливості усунення урядового контролю за інформацією. У Інтернеті кожен може публікувати що завгодно, це дозволяє громадянам обходити офіційні джерела уряду. Це лякає урядові режими і призводить до цензури та вимкнення інтернет-послуг під час криз.
Китай та Іран в даний час найбільше у світі використовують цензуру. Обидві держави використовують потужні брандмауери, щоб заблокувати будь-яку інформацію з Інтернету, яку вони сприймають як шкідливу чи загрозливу для їхніх режимів. Якщо громадянин цих країн спійманий на висловлюваннях проти своєї держави з використанням Інтернету, його можуть очікувати суворі санкції, аж до позбавлення громадянських свобод.
На відміну від цих країн, цензура, запроваджена США, зосереджена більше на захисті інтелектуальної власності. Хоча право на поширення власних ідей визнається, існують великі побоювання, що широкі повноваження, передбачені антипіратськими законами, призведуть до порушень свободи слова та до цензури .
Позбавлення або цензура Інтернету в свою чергу, може розглядатися як порушення права людини на свободу слова. Єгипетський уряд вимикав Інтернет кілька разів протягом 18-денного повстання в Єгипті з метою стримування протестів під час Арабської весни. Незважаючи на те, що послуги були відрізані лише протягом декількох днів, це обмежило можливості єгиптян у доступу до основних послуг – таких, як швидка допомога, у зв’язку з чим висувалися звинувачення у смерті демонстрантів. У відповідь на це Google і Твіттер розробили сервіс голосової пошти для єгиптян, який дозволяв залишити повідомлення, які в свою чергу були розміщені на Twitter.
У доповіді ОБСЄ про доступ до Інтернету як основоположне право людини професор Яман Акденян стверджує, що право на свободу самовираження має бути універсальним, включно з технологією, яка робить його можливим. Обмеження цього права та будь-які засобів, необхідних для його реалізації, можуть допускатися лише якщо вони відповідають міжнародним нормам і збалансовані з суспільними інтересами. Далі автор звернув увагу, що нові технології, які з'являються на допомогу свободи самовираження, вимагатимуть нових підходів. Таким чином норми, які застосовуються для нецифрових (друкованих) ЗМІ, не можуть бути застосовані до цифрових медіа. Також в документі, представленому в ОБСЄ, було зазначено, що мають бути вжиті додаткові заходи для забезпечення вразливих груп, таких, як діти, які мають доступ до Інтернету, та для програм подолання неписемності.

### Право на розвиток
Право на розвиток – право третього покоління, визнане Генеральною Асамблеєю ООН. Роль Інтернету в забезпеченні цього права була відзначена правозахисниками, вченими та активістами, в декількох напрямках. Як доведено, розширення доступу до технологій, таких, як мобільні телефони, забезпечує розвиток нації та подальші економічні можливості. Розширення доступу до Інтернету, може, наприклад, поліпшити доступ осіб з низькими доходами до фінансових послуг, таких як депозити, та уможливити онлайн-торгівлю.
Франк Ла Рю (Спеціальний доповідач ООН з питання про розвиток і захист права на свободу думки та самовираження) у 2011 році виступив у Раді ООН з прав людини. У своїй доповіді він підкреслив, що "без доступу до Інтернету, який полегшує економічний розвиток, реалізацію прав людини, маргінальні групи та держави, що розвиваються, залишаються в несприятливому становищі, тим самим консервуючи нерівність як всередині, так і між державами". У доповіді Ла Рю навів аргументи, що з метою забезпечення доступу до Інтернету як права людини та сприяння національному економічному розвитку уряди повинні забезпечити універсальний доступ так само, як вони мають забезпечувати доступ до таких благ, як вода і електрика. Організація «Права людини» (A Human Right) вважає, що 4,6 мільярда людей у всьому світі в даний час не мають доступу до Інтернету і що збільшення доступу до Інтернету лише на 10% може додати 1,28% -. 2,5% до ВВП країн, що розвиваються.

### Право на свободу зібрань
Традиційно право на свободу зібрань охоплює мирні зібрання, зокрема акції протесту у громадських місцях, таких, як міські площі. Але в міру розвитку технологій ми спостерігаємо революцію в тому, як люди зустрічаються і взаємодіють. Держсекретар США Гілларі Клінтон заявила: «кібер-простір, окрім всього, є публічним простором 21-го століття». Сьогодні ми спостерігаємо зростання тісного зв’язку Інтернету і права на свободу зібрань. Навіть підписавши онлайн-петицію, як відомо, можна сприяти арешту. Інтернет став корисним інструментом в організації протестних рухів і демонстрацій.
Широко визнано, що без вкладу Інтернету та соціальних медіа мереж, таких як Твіттер і Facebook, недавні політичні події, такі як Арабська весна не змогли б трапитися, принаймні у такому масштабі . Як відомо, український Євромайдан у листопаді 2013 року почався з заклику зібратися на Майдані Незалежності у Києві оприлюдненого у Facebook відомим журналістом Мустафою Найємом . Роль цих медій полягає у створенні комунікації та масовому поширенні протестів чи інших рухів.
Інтернет-доступ був вирішальним моментом у Occupy movement (див. напр. Захопи Волл-стріт). Колектив журналістів, що перебували в цьому русі, заявив щодо доступу до Інтернету: «… Доступ до відкритих платформ комунікацій має вирішальне значення для еволюції та виживання людського виду." 